# Savili
Savili est une localité située dans le département de Sabou de la province du Boulkiemdé dans la région Centre-Ouest au Burkina Faso.

## Éducation et santé
Savili accueille un centre de santé et de protection sociale (CSPS).
Le village possède une école primaire publique.